# Michel Yahiel
 (septembre 2014).
Michel Yahiel, né en 1957 à Saint-Germain-en-Laye (Seine), est un haut fonctionnaire français. Il fut commissaire général de France Stratégie, le Commissariat général à la stratégie et à la prospective du 26 janvier 2017 au 12 janvier 2018 . Il est nommé président de l'autorité des relations sociales des plateformes d'emploi en septembre 2023.

## Biographie
Fils de Henri Yahiel (DRH dans l'industrie pharmaceutique), il est père de trois enfants.
En 1977, il sort diplômé de l'Institut d'études politiques de Paris puis de l'École nationale d'administration (promotion Henri-Francois d'Aguesseau -1982), membre de l'IGAS (Inspection générale des affaires sociales)

### Inspecteur général des affaires sociales
(novembre 2015).
- adjoint au chef de l'Inspection générale des affaires sociales (1982-1984)
- conseiller technique auprès du ministre des Affaires sociales et de la Solidarité nationale, Madame Georgina Dufoix (1984-1986)
- directeur du 'Fonds d'action sociale' (1986-1991)
- directeur adjoint du cabinet de Jean-Louis Bianco, ministre des Affaires sociales et de l'Intégration (1991-1992)
- directeur du cabinet de René Teulade, ministre des Affaires sociales et de l'Intégration (1992-1993)
- inspecteur général à l'IGAS (1993-1996)
- Un châtiment infligé en 1998 par la Cour de discipline budgétaire pour des irrégularités sur un marché public au Fonds d'action sociale, dont il était alors le directeur.
- directeur général du cabinet de conseil Bernard Brunhes international (1996-1999), où il travaille entre autres à la modernisation des régimes sociaux à Moscou
- rapporteur général de la commission pour les simplifications administratives, COSA (2000-2002)
- directeur du développement économique et de l'emploi à la mairie de Paris (2002-2003)
- directeur général des ressources humaines de la mairie de Paris (2003-2009)
- vice-président de l'ANDRH, Association Nationale des DRH (jusqu'en 2009)
- président de l'ANDRH, Association Nationale des DRH (2009-2010), premier Président issu du Secteur Public
- délégué général de l'ARF, Association des Régions de France (octobre 2010-mai 2012).
- conseiller social, emploi et protection sociale à la Présidence de la République de François Hollande dont il est présenté comme l'un de ses proches[3] (mai 2012[4]-janvier 2017), où il a travaillé sur tous les dossiers délicats du quinquennat[réf. nécessaire].
- Commissaire général à la stratégie et à la prospective au sein de France stratégie (2017-2018)

### Directeur des politiques sociales à la Caisse des Dépôts
Il est nommé Directeur des politiques sociales (anciennement « retraites et solidarité ») de la Caisse des Dépôts et Consignations, membre du Comité de Direction et du Comex. à partir du 1er février 2018.

### Directeur de l'autorité des relations sociales des plateformes d'emploi
En septembre 2023, il est nommé directeur de l'autorité des relations sociales des plateformes d'emploi en remplacement de Bruno Mettling.

## Décoration
Le 14 novembre 2001, il est nommé au grade de chevalier dans l'ordre national de la Légion d'honneur puis officier le 1er janvier 2020.